# Ciudad autónoma
Una ciudad autónoma es una división administrativa con estatus especial que abarca solo una ciudad o conurbación. En la mayoría de casos, es un único municipio (o un municipio central con un grupo de municipios menores) que no se encuentra integrado en ninguna división administrativa de rango intermedio.
La ciudad autónoma debe diferenciarse de la ciudad-Estado, la cual es una entidad independiente y soberana, reconocida internacionalmente, puesto que la ciudad autónoma,  siempre forma parte de un estado soberano que la contiene.

## Estatuto administrativo
En el caso de un estado de régimen unitario, la administración de la ciudad autónoma suele ser análoga a la de cualquier subdivisión administrativa del mismo, como un cantón, partido, departamento, provincia o región. En los estados federales, la ciudad autónoma, generalmente, es equivalente a un estado. Sin embargo, pueden existir ciudades autónomas en el seno de un estado federal.

## Historia
En el Sacro Imperio Romano Germánico, así como en sus estados sucesores la Confederación Germánica y el Imperio alemán, existieron las llamadas "ciudades imperiales libres" (en alemán: freie Reichsstadt) las cuales no podían ser subiordinadas a ningún otro señor laico o eclesiástico, quedando sometidas únicamente a la autoridad imperial. Hamburgo, Bremen y Lübeck, en Alemania y, según algunos, las comunas libres en Italia son los ejemplos históricos más conocidos.

## Ciudades autónomas en el mundo
La denominación específica de “ciudad autónoma” solo se aplica oficialmente en España (Ceuta y Melilla) y en Argentina (Buenos Aires), el concepto ha sido aplicado a otras ciudades, ya que se refiere a cualquier municipio que se encuentre equiparado a una división administrativa intermedia, con soberanía limitada o sin ningún tipo de soberanía, dentro de un estado soberano.
- Distrito federal (capital de un país federal)
- Distrito capital (capital de un país, generalmente no federal)
- Municipio bajo jurisdicción central (cualquier entidad subnacional)

### Alemania
Hamburgo, Bremen y Berlín son las ciudades autónomas de Alemania. Se donominan Stadt-Staat, 'ciudad-estado' (Berlín) o Freie (und) Hansestadt, 'ciudad libre (y) hanseática' (Bremen y Hamburgo). Aunque el gobierno federal los considera Land (estado federado), no son Flächenländer, 'estados con superficie’, como el resto de los Länder.

### Argentina
En la República Argentina, el artículo 129 de la reforma constitucional argentina de 1994 concedió con el rango de ciudad autónoma a Buenos Aires, lo que le otorga un estatus prácticamente equiparable —en casi todos los sentidos— al de cualquier provincia de Argentina, teniendo por lo tanto representantes en el Congreso de la República Argentina además de una legislatura propia.

### China
Este tipo de administración se conoce en China simplemente como municipio de primer nivel (市 ciudad/municipio) y está presente en las ciudades de Pekín, Tianjin, Shanghái y Chongqing, funcionan a la par de la provincia.
Existe muchas administraciones con el nombre de autonomía , pero no tiene nada que ver al respecto. Solo son aglomeraciones urbanas donde residen etnias y existen reglamentos especiales para proteger dichas comunidades.
Estas áreas son reconocidas en la Constitución de la República Popular China y nominalmente se le asigna un número de derechos que no se conceden a otras divisiones administrativas. El grado real de autonomía de estas regiones se cuestiona. Esto se debe a que su autoridad recae en la Constitución y la Ley de Autonomía Regional, que requieren los líderes para obtener la aprobación previa de la Asamblea Popular Nacional para aprobar la legislación.

### España
Las ciudades autónomas de España son Ceuta y Melilla, ubicadas en el norte de África y limítrofes con Marruecos. Estas dos ciudades poseen competencias superiores a las de un municipio (pueden decretar regulaciones ejecutivas), pero inferiores a las de una comunidad autónoma (puesto que no tienen cámaras legislativas propiamente dichas).

### Estados Unidos
Washington D. C., capital de los Estados Unidos de América, coincide con el Distrito de Columbia (DC), el cual no es uno de los 50 estados de la Unión. Columbia era un nombre simbólico  que recibían los Estados Unidos en aquella época. Aunque en 1790 el Distrito de Columbia fue creado con partes del territorio de Maryland y de Virginia, este último estado recuperó su territorio cedido en 1846. El territorio original tenía la forma de un cuadrado de 100 km² a ambos lados del río Potomac.